# Liščí Kotce
Liščí Kotce je malá vesnice, část města Rovensko pod Troskami v okrese Semily. Nachází se asi 1,5 kilometru jihovýchodně od Rovenska pod Troskami.
Liščí Kotce leží v katastrálním území Rovensko pod Troskami o výměře 6,87 km².

## Historie
První písemná zmínka o vesnici pochází z roku 1748.

## Galerie

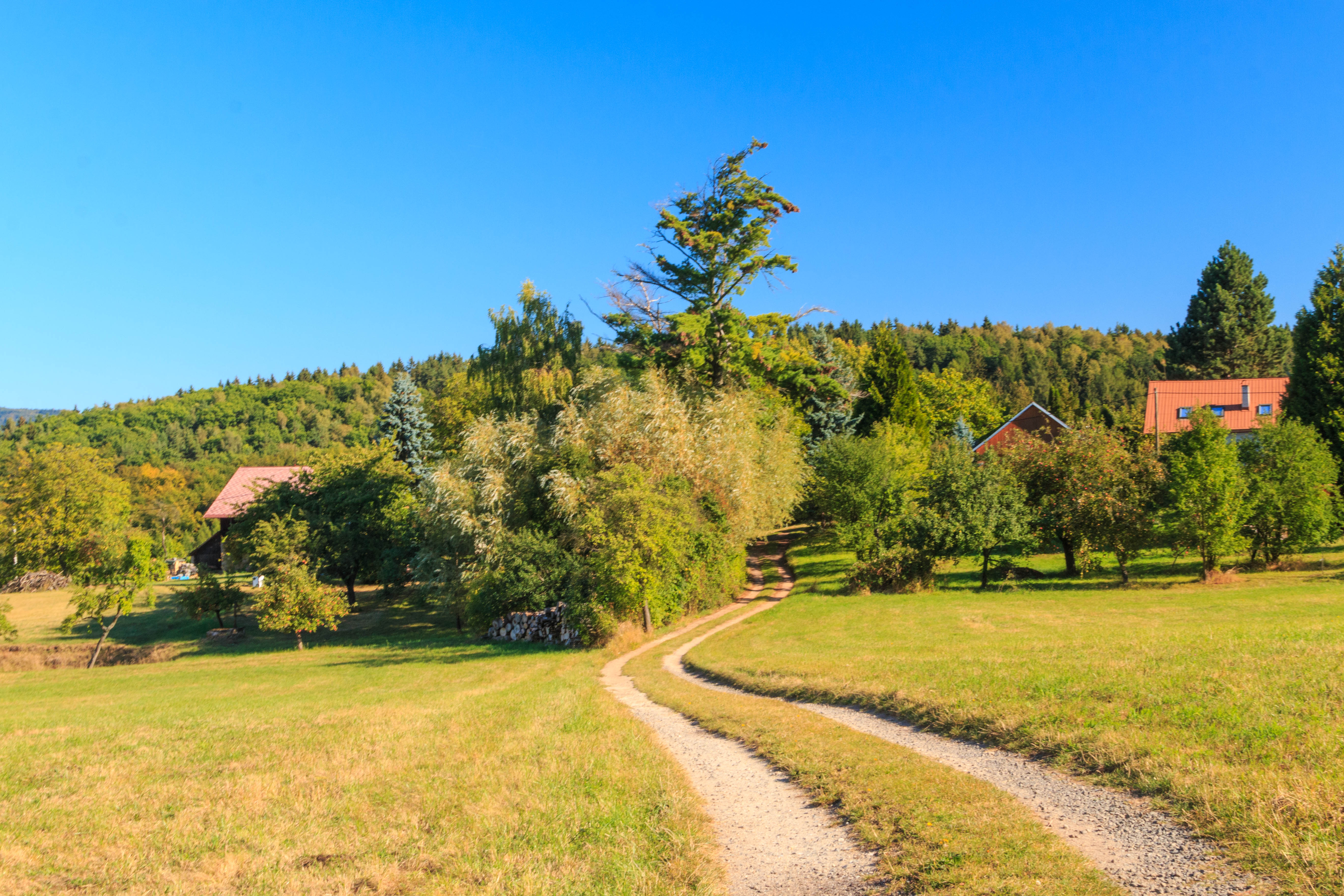
Dům čp. 2
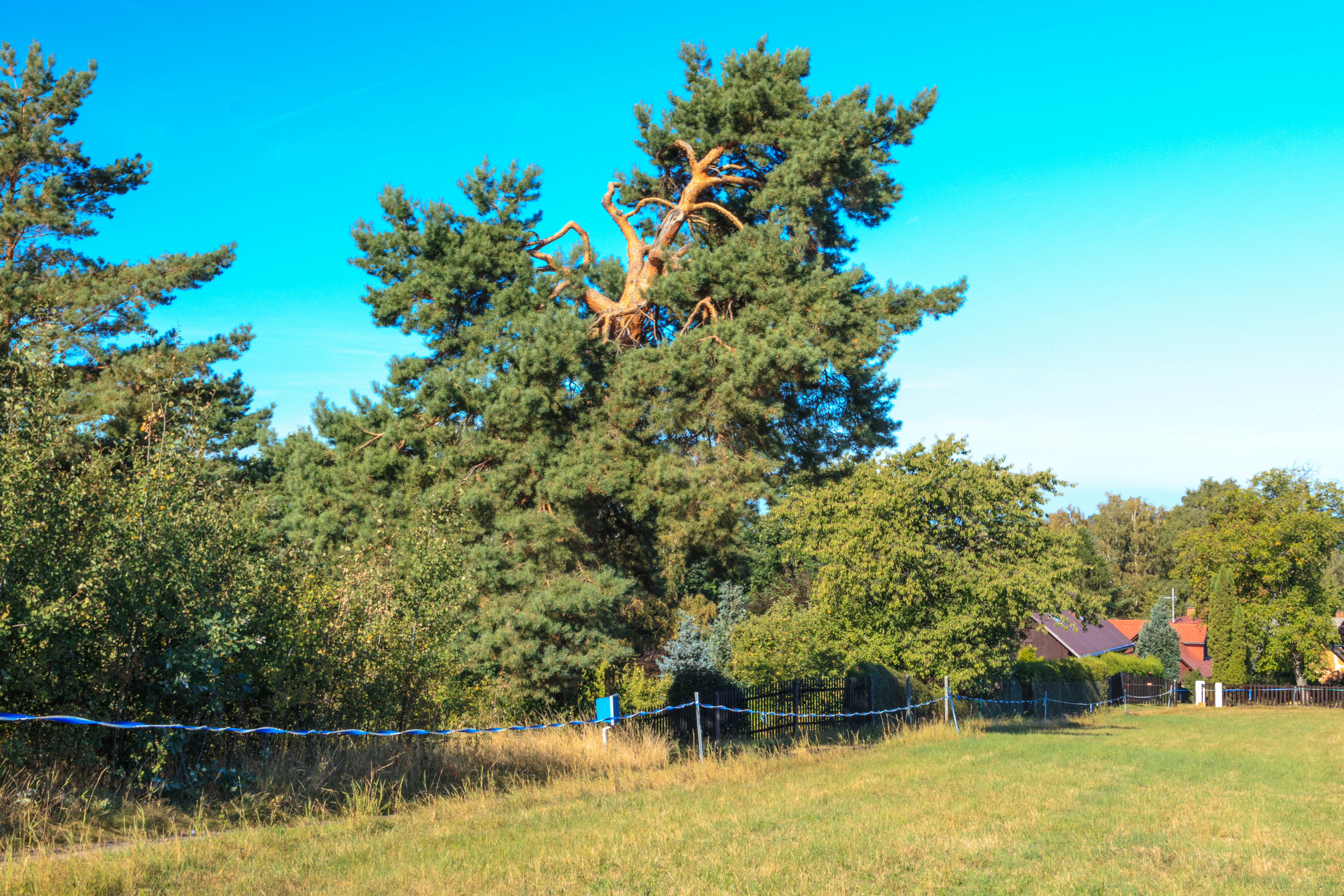
Památná borovice u vesnice
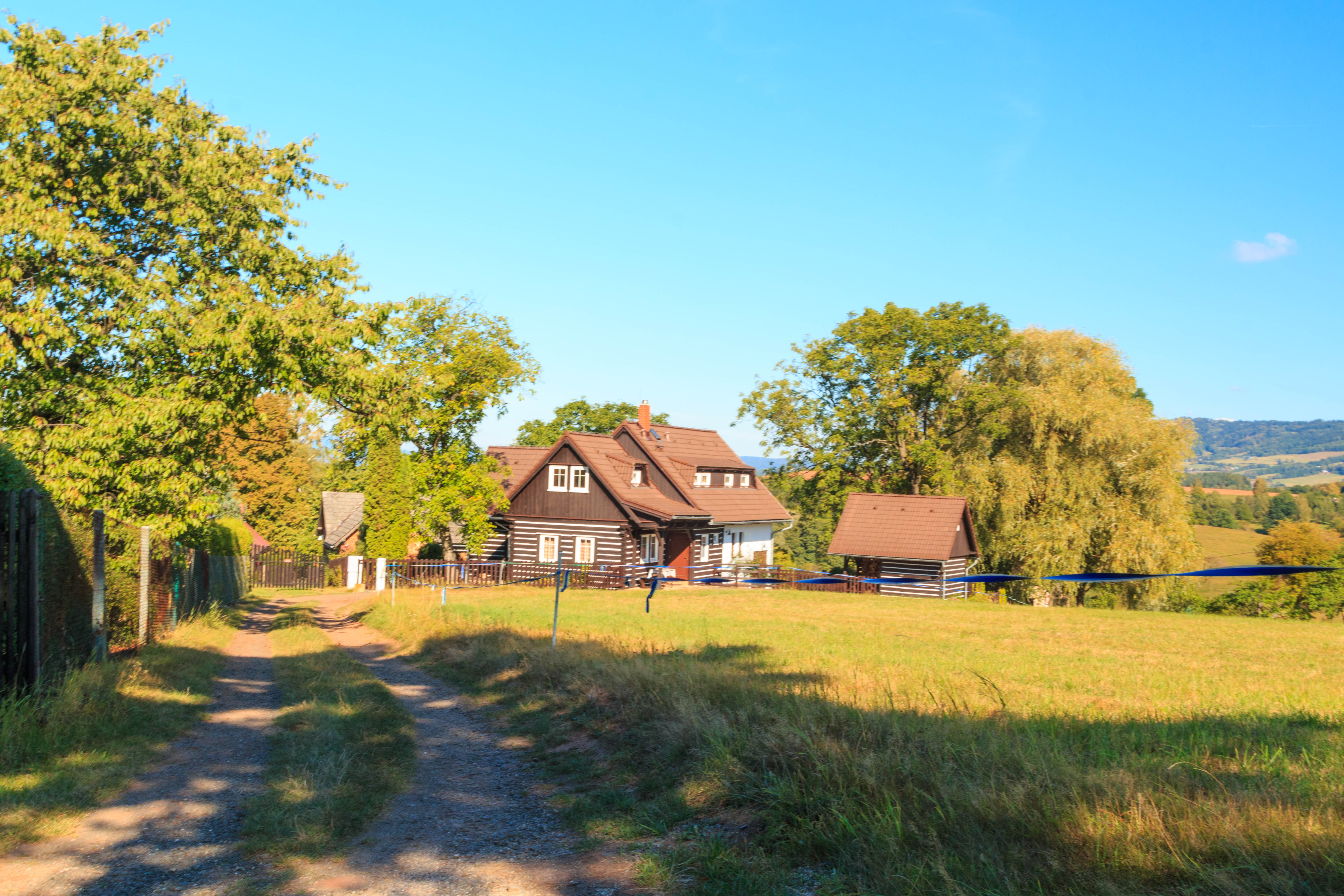
Dům čp. 8
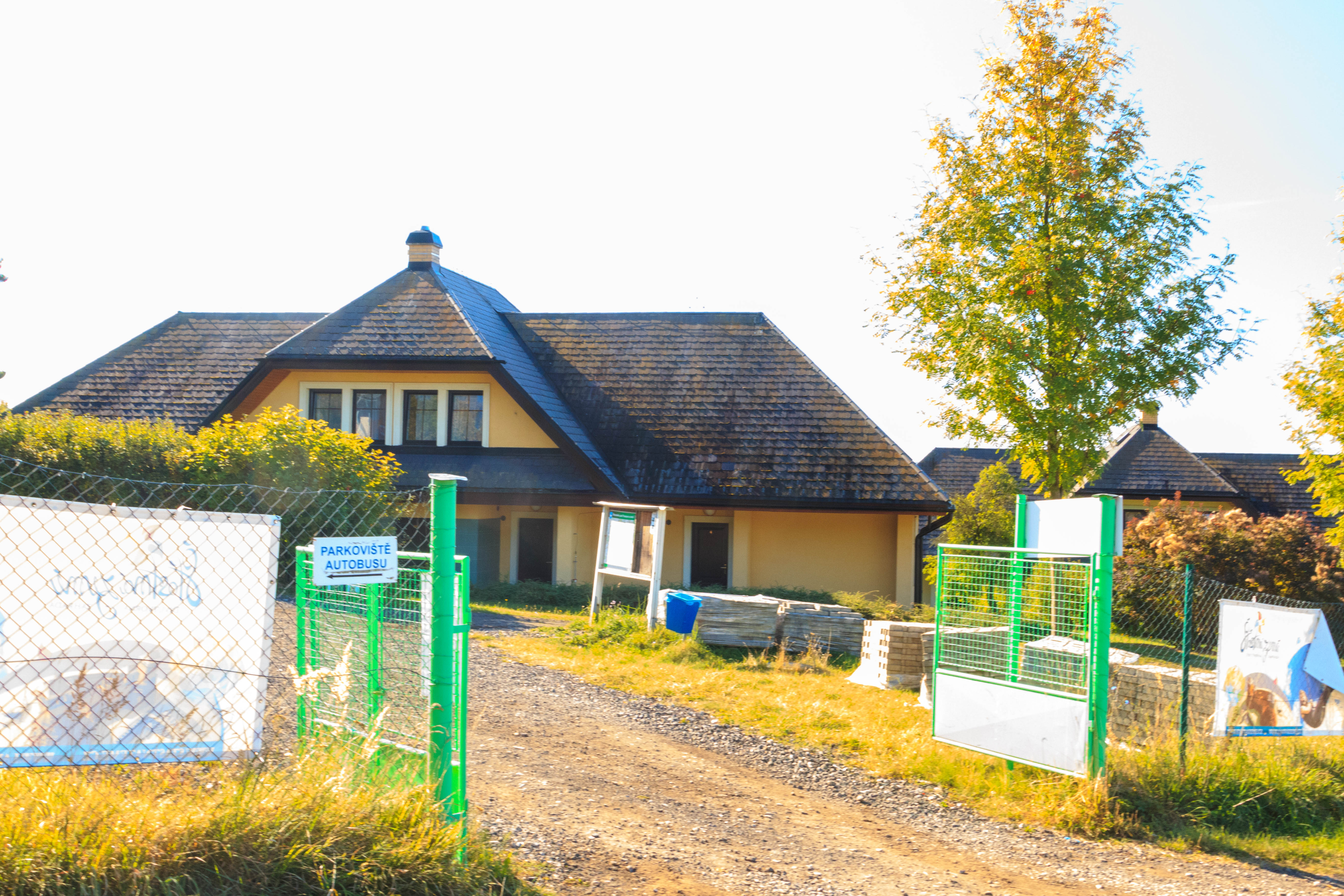
Rekreační areál Liščí Kotce